# Анналы Уэйверлийского монастыря
Анналы Уэйверлийского монастыря лат. Annales monasterii de Walverleia — ведшиеся в XII—XIII вв. на латинском языке исторические записки цистерцианского аббатства в Уэйверли около Фарнэма (графство Суррей). Ведут повествование от Рождества Христова до 1291 г. Среди источников, использованных авторами анналов, — Беда Достопочтенный, Евсевий Кесарийский, Англосаксонская хроника, Сигеберт из Жамблу, Джеффри Монмутский, Флорентий Вустерский, Уильям Мальмсберийский, Генрих из Хантингдона и др. Материал, относящийся к 1219—1266 гг., в основном заимствован из «Бёртонских Анналов» и «Великой хроники» Матфея Парижского.

## Переводы на русский язык
- Анналы Уэйверлийского монастыря / пер. Д. М. Петрушевского // Памятники истории Англии XI—XIII вв. М.: Гос. соц. эк. издательство, 1936.
- Анналы Уэйверлийского монастыря / пер. В. И. Матузовой // Английские средневековые источники IX—XIII вв. М. Наука. 1979.